# Ctenitis tabacifera
Ctenitis tabacifera là một loài thực vật có mạch trong họ Dryopteridaceae. Loài này được (Alderw.) Ching miêu tả khoa học đầu tiên năm 1940.